# Olfa
OLFA Corporation – japońska firma z siedzibą w Osace, producent ręcznych narzędzi tnących oraz akcesoriów do cięcia.

## Nóż segmentowy

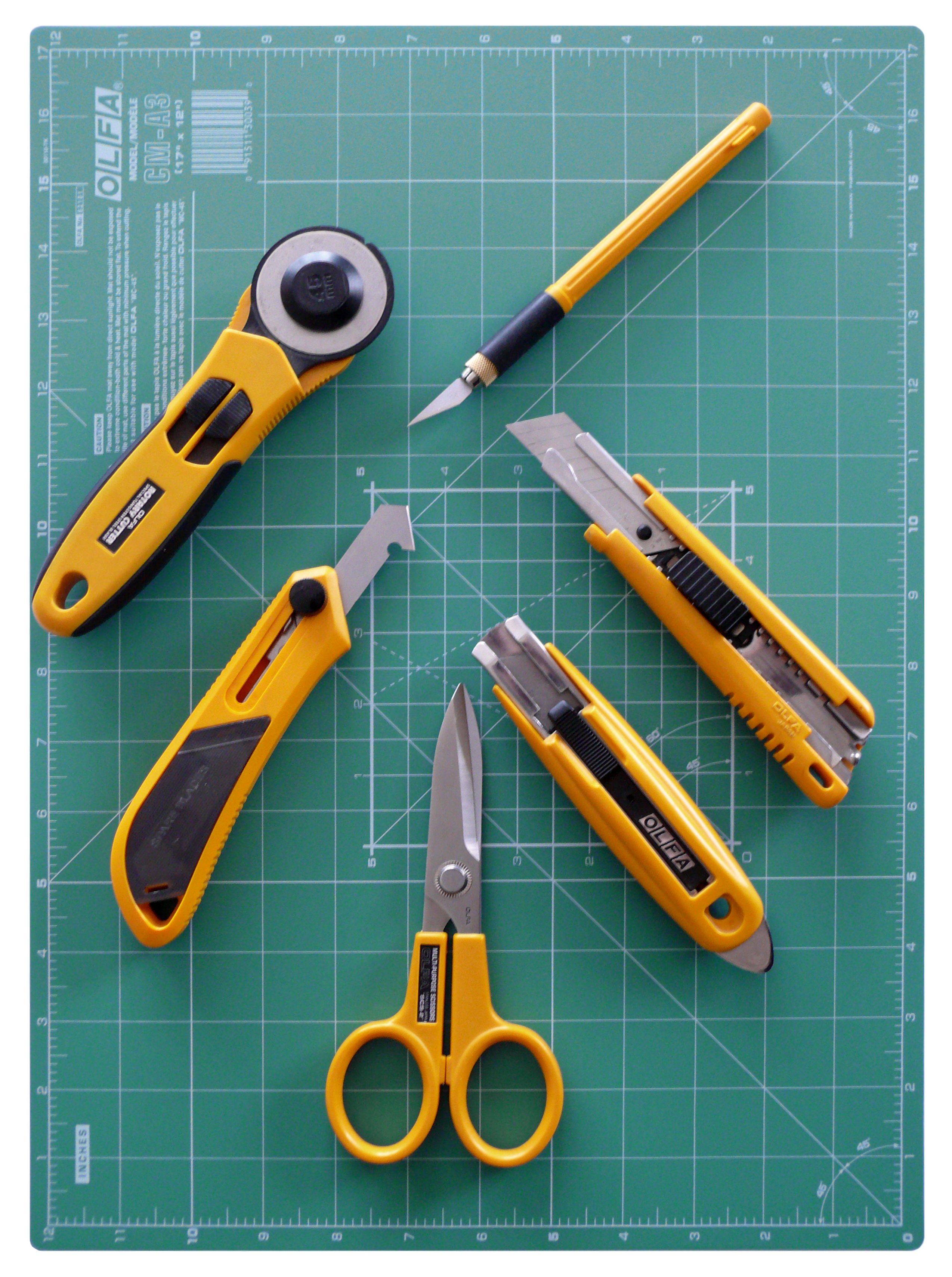
Narzędzia OLFA

Historia firmy OLFA rozpoczyna się w roku 1956. Pracujący w  jednej z drukarni w Osace Yoshio Okada (1931-1990) starał się rozwiązać problem szybkiego tępienia się noży używanych do cięcia papieru. Zainspirowany ostrymi krawędziami odłamków szkła oraz odłamywanymi kawałkami tabliczki czekolady wpadł na pomysł odłamywanego ostrza. Rezultatem tego pomysłu był pierwszy na świecie nóż z ostrzem podzielonym na segmenty. Odłamanie stępionego segmentu pozwalało bez ostrzenia uzyskać nową, ostrą krawędź.
W roku 1984 produkująca noże firma OKADA Industries zmieniła nazwę na OLFA Corporation. Nowa nazwa zawiera w sobie istotę wynalazku założyciela - OLFA jest skrótem dwóch japońskich słów, oru (折る, zgiąć lub złamać) oraz ha (刃, ostrze). Idea ta znalazła również odzwierciedlenie w logo firmy OLFA nawiązującym swoim kształtem do odłamywanego ostrza.    
Dzięki temu, że firma nie opatentowała ostrzy segmentowych, pomysł ten został wykorzystany również przez innych producentów narzędzi. W wyniku tego kształty i wymiary ostrzy OLFA stały się ogólnoświatowym standardem. Firma OLFA opatentowała natomiast niektóre szczegółowe rozwiązania konstrukcyjne swoich narzędzi w Japonii i w Stanach Zjednoczonych.

## Nóż obrotowy
Kolejnym oryginalnym narzędziem, które powstało w firmie OLFA  był wymyślony w 1979 roku nóż obrotowy (krążkowy) przeznaczony do cięcia tkanin. Nie wymagając użycia dużej siły, nóż ten tnie łatwo nawet kilka warstw tkaniny - nie ciągnąc i nie deformując jej w trakcie cięcia. Skracając znacząco czas potrzebny na cięcie materiałów, często zastępuje tradycyjne nożyce krawieckie. 

## Akcesoria do cięcia
Oprócz przeznaczonych do ręcznego cięcia narzędzi w firmowym żółtym kolorze,  firma OLFA produkuje również akcesoria do cięcia. Wśród nich, autorskim pomysłem firmy są "samogojące"  podkładowe maty do cięcia. Posiadają one zdolność zaciskania wykonanych na niej nacięć.

## Zastosowania
Z uwagi na swą uniwersalność narzędzia i akcesoria marki OLFA znalazły zastosowanie m.in. w modelarstwie, ze szczególnym uwzględnieniem modelarstwa kartonowego oraz w pracach krawieckich, przy tworzeniu patchworków.